# أغاف إبري
أغاف إبري (الاسم العلمي:Agave acicularis) هو نوع من النباتات يتبع جنس الأغاف من الفصيلة الهليونية.